# Golden Age of Hip-Hop
Der Begriff Golden Age of Hip-Hop (Goldenes Zeitalter des Hip-Hop) bezeichnet einen Zeitabschnitt in der Geschichte der Hip-Hop-Musik, der von Kritikern und Fans als Ideal des Genres angesehen wird. 
Dieser Zeitraum ist nicht einheitlich definiert. Für gewöhnlich fällt er in eine der folgenden Kategorien:
- die gesamten 1980er[1]
- anschließend an die Old School des Hip-Hop (zwischen 1985/86 und 1992/93):[2][3][4] Diese Phase wird eingeläutet durch den kommerziellen Durchbruch des Hip-Hop durch Run-D.M.C. und birgt etliche heute als Klassiker geltende Veröffentlichungen.[5] Hervorgehoben wird zumeist der durch die Begründung verschiedenster Subgenres wie Pop-Rap (LL Cool J, DJ Jazzy Jeff & The Fresh Prince), Hardcore und Gangsta-Rap (Schoolly D, N.W.A, Kool G Rap), Political Rap (Public Enemy, BDP) und sogar Nu Metal (Run-D.M.C., Beastie Boys) innovative Charakter dieses Abschnitts sowie sein musikalischer Einfluss.
- die Jahre 1993 und 94:[4][6] Sie werden teilweise als „Wiedergeburt“ und „Neue Ära“ des Hip-Hop angesehen.[7] In den beiden Jahren erschienen die zumeist als Klassiker bezeichneten Debütalben von unter anderem dem Wu-Tang Clan, Snoop Dogg, Nas, The Notorious B.I.G., Warren G, OutKast und Jeru The Damaja. Das Genre des Alternative Hip-Hop, vertreten etwa durch A Tribe Called Quest, De La Soul (beide Teil der einflussreichen Native Tongues Posse), Arrested Development und Common, erlebte eine Hochphase an Bekanntheit und Popularität.

Zumeist stimmt das Ende des Golden Age of Hip-Hop überein mit der Popularisierung des Gangsta-Rap, in erster Linie durch Dr. Dre, in den 1990er Jahren. Verschiedene Abschnitte in diesem Jahrzehnt werden trotzdem oftmals als „Second Golden Age“ bezeichnet, darunter auch die Jahre 93 und 94, weshalb sich die zeitlich verschiedenen Definitionen des Goldenen Zeitalters des Hip-Hop gegenseitig nicht ausschließen müssen.